# Philippe Bouriez
Philippe Marie Ghislain Bouriez, né le 11 août 1933 à Nancy et mort le 14 mars 2014, est le président d'honneur du groupe Louis Delhaize et le fondateur des enseignes Cora. Deux de ses fils, François et Pierre Bouriez, sont depuis 2014 directeurs généraux du groupe Louis Delhaize. 
Philippe Bouriez a eu quatre enfants : François, Sophie, Pierre et Thomas, ce dernier étant issu d'un second lit. 

## Formation
Il a été élève de l'École polytechnique et de la Harvard Business School et diplômé de l'Institut d’études politiques de Paris (« Sciences-Po  Paris »).

## Carrière
- Ouverture de son premier hypermarché à Garges-lès-Gonesse en 1969.

- Création de l'enseigne Cora en 1969.

- PDG du groupe Louis Delhaize de 1975 à 2009[2].

- En 1982, il procède au rachat du fourreur Revillon Frères et place Jean-Claude Cathalan, l’époux de Hiroko Matsumoto à la tête de sa nouvelle filiale rebaptisée Revillon Luxe; ce dernier favorisera le rachat de la griffe Karl Lagerfeld ainsi que des parfums Caron et de Jean-Louis Scherrer[3]. La holding Cora-Revillon comprendra également la banque Revillon, reconvertie en banque spécialisée dans le crédit à la consommation.

- En 1987, il devient PDG ainsi que principal actionnaire des Éditions Mondiales

- En 1999, il désengage Cora de l'univers du luxe pour recentrer le groupe sur la distribution et revend Revillon[4].